# 紳士同盟 (小林信彦)
『紳士同盟』（しんしどうめい） は、小林信彦の小説。「週刊サンケイ」に1979年3月10日号から10月18日号まで連載された。1980年に単行本が新潮社から出版された。1983年に新潮文庫で文庫化。2008年に扶桑社から文庫として再刊。
スキャンダルでテレビ局をくびになったプロデューサーなど大金が必要になった男女4人が、かつて名人だった老詐欺師の指導を受けながら大金の詐取に挑むというストーリーで、コン・ゲーム（信用詐欺）を扱ったものである。タイトルは1960年に公開された英国の同名映画にちなむ。
なお、小林信彦原作として薬師丸ひろ子主演で映画化された同名映画は登場人物、ストーリーなど詐欺を扱っているという点以外ではまったくの別物である。
小説の続編として『紳士同盟ふたたび』が書かれた（単行本は新潮社から1984年刊行。新潮文庫が1986年刊行。扶桑社文庫が2008年に刊行。扶桑社文庫版では、巻末に作家論集「深夜の饗宴」が収録された）。